# Fouquieria splendens
Fouquieria splendens, denominada ocotillo, rotilla o albarda (otras denominaciones en inglés son: coachwhip, Jacob's staff y vine cactus), es una planta dentro del género Fouquieria de la familia Fouquieriaceae. Tiene apariencia de un arbusto formado de palos erectos secos de color grisáceo. En la temporada de lluvias tiene hojas pequeñas y ovaladas. En México se distribuye desde la parte central del norte hasta el bajío. Habita en lugares con presencia de matorrales. Principalmente se utiliza para delimitar las fronteras de los terrenos.

## Hábitat
Fouquieria splendens, es una planta del desierto que se desarrolla en los desiertos del suroeste de los Estados Unidos y el norte de México. 

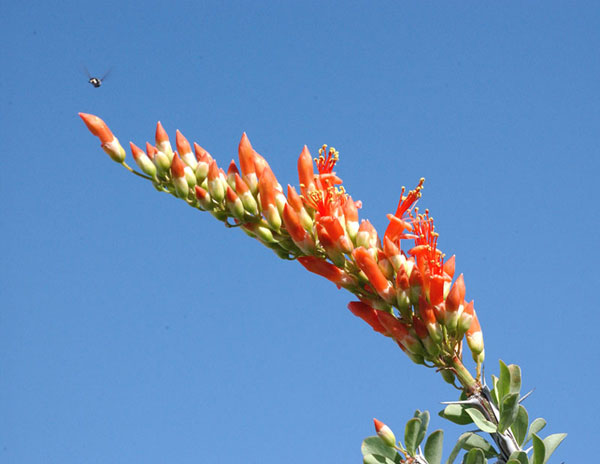
Flores de ocotillo con una abeja sobrevolándolas — Tucson, Arizona.

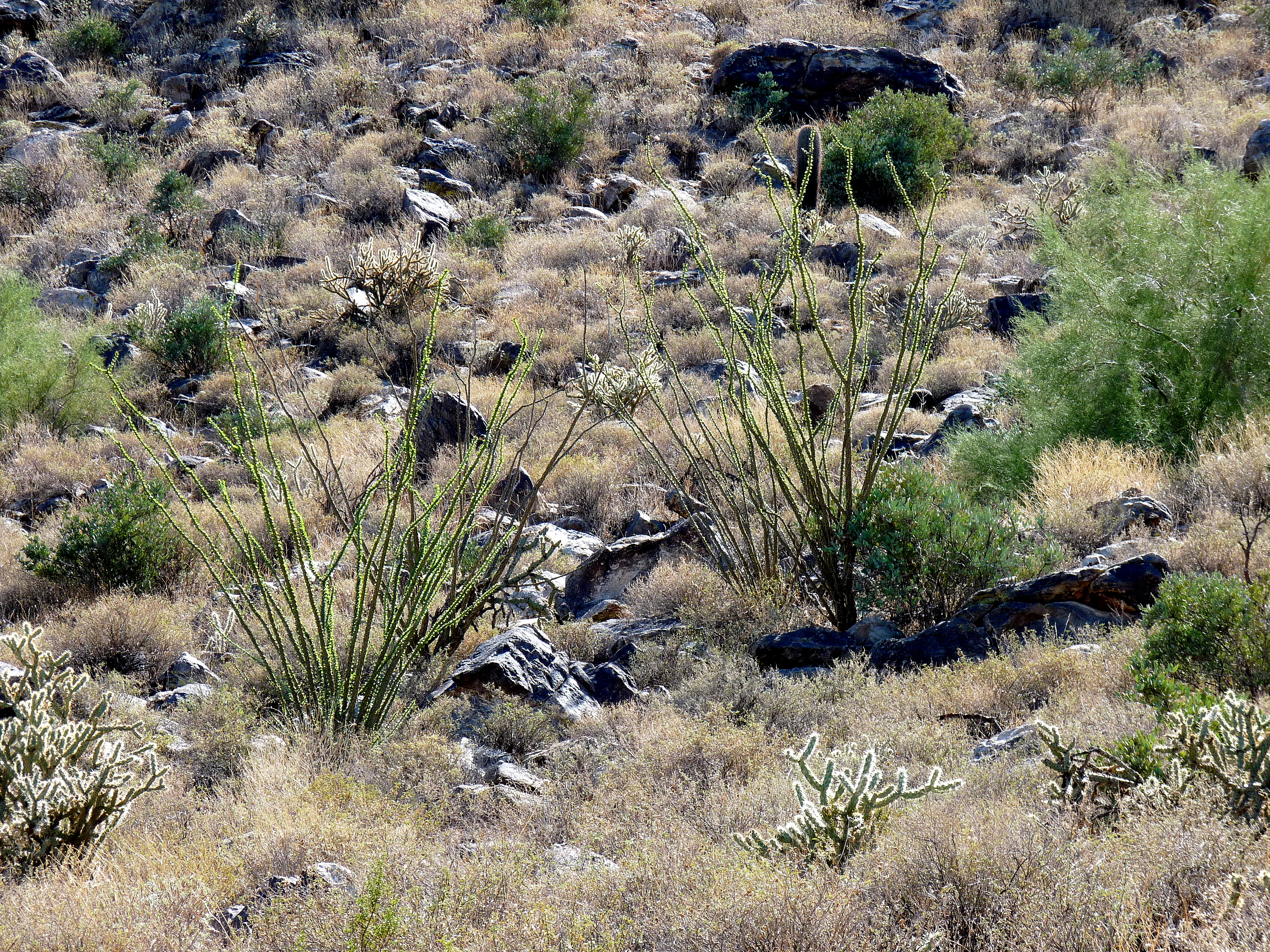
En su hábitat

Se encuentra asociado generalmente con matorrales xerófilos, matorral crassicaule espinoso, con yucca, y en suelo negro, rocoso, o calizo.

## Descripción
Durante la mayor parte del año, la planta parece ser un conjunto de grandes palillos muertos, aunque un examen más cercano revela que tallos de la planta están parcialmente verdes. Con las precipitaciones de las escasas lluvias, la planta se llega a cubrir rápidamente con un gran número de hojas ovales pequeñas (2 a 4 centímetros), que puede permanecer durante semanas o incluso meses.
Los vástagos pueden alcanzar un diámetro de 5 centímetros en la base, y la planta puede alcanzar una altura de 10 m. La planta ramifica muy pesadamente en su base, pero sobre esta los ramas son como de poste y se dividen solamente más lejos de la base, y los especímenes en cultivos pueden no tener ninguna rama secundaria. 
Los ramilletes de hojas endurecen embutidos entre espinas dorsales, y las hojas nuevas brotan de la base de la espina dorsal. 
El rojo brillante de las flores aparece en la primavera y el verano, ocurriendo mientras que un grupo pequeño con forma de tubo en la extremidad del vástago.

## Distribución
En México se distribuye esta especie nativa principalmente en la parte central del norte, el Altiplano, el Bajío y la Península de Baja California. En los Estados Unidos se encuentra en el suroeste.

## Usos
Los postes del ocotillo son un material de campo común para el vallado en su región nativa, y toman a menudo la raíz para formar una cerca viva. Debido a su peso ligero y a una forma interesante, éstos se han utilizado para los bastones.

## Taxonomía
Fouquieria splendens fue descrita por  George Engelmann y publicado en Hooker's Icones Plantarum 13: 70. 1879.
Subespecies y variedades
Hay tres subespecies reconocidas por algunos botánicos:
- Fouquieria splendens subsp. splendens
- Fouquieria splendens subsp. breviflora Henrickson
- Fouquieria splendens subsp. campanulata (Nash) Henrickson

Sinonimia
- Fouquieria spinosa Torr.
- Fouquieria spinosa Kunth
- Fouquieria splendens f. albiflora Lodé
- Fouquieria splendens f. micrantha Loes.
- Idria columnaria Kellogg[6]

## Galería de imágenes

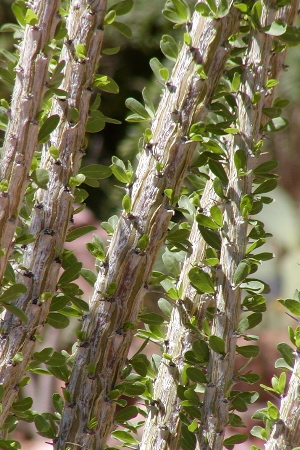
Hojas
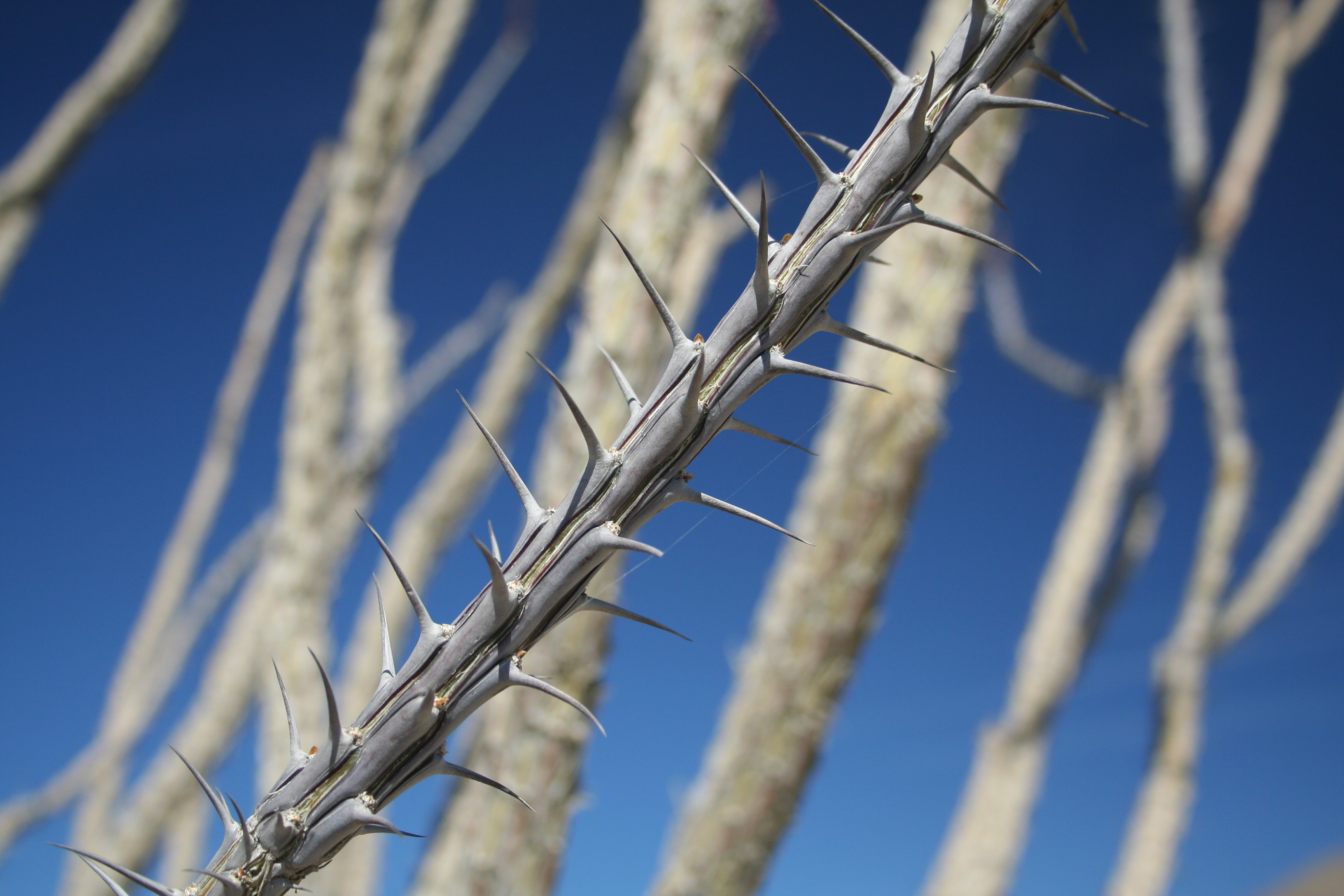
Espinas
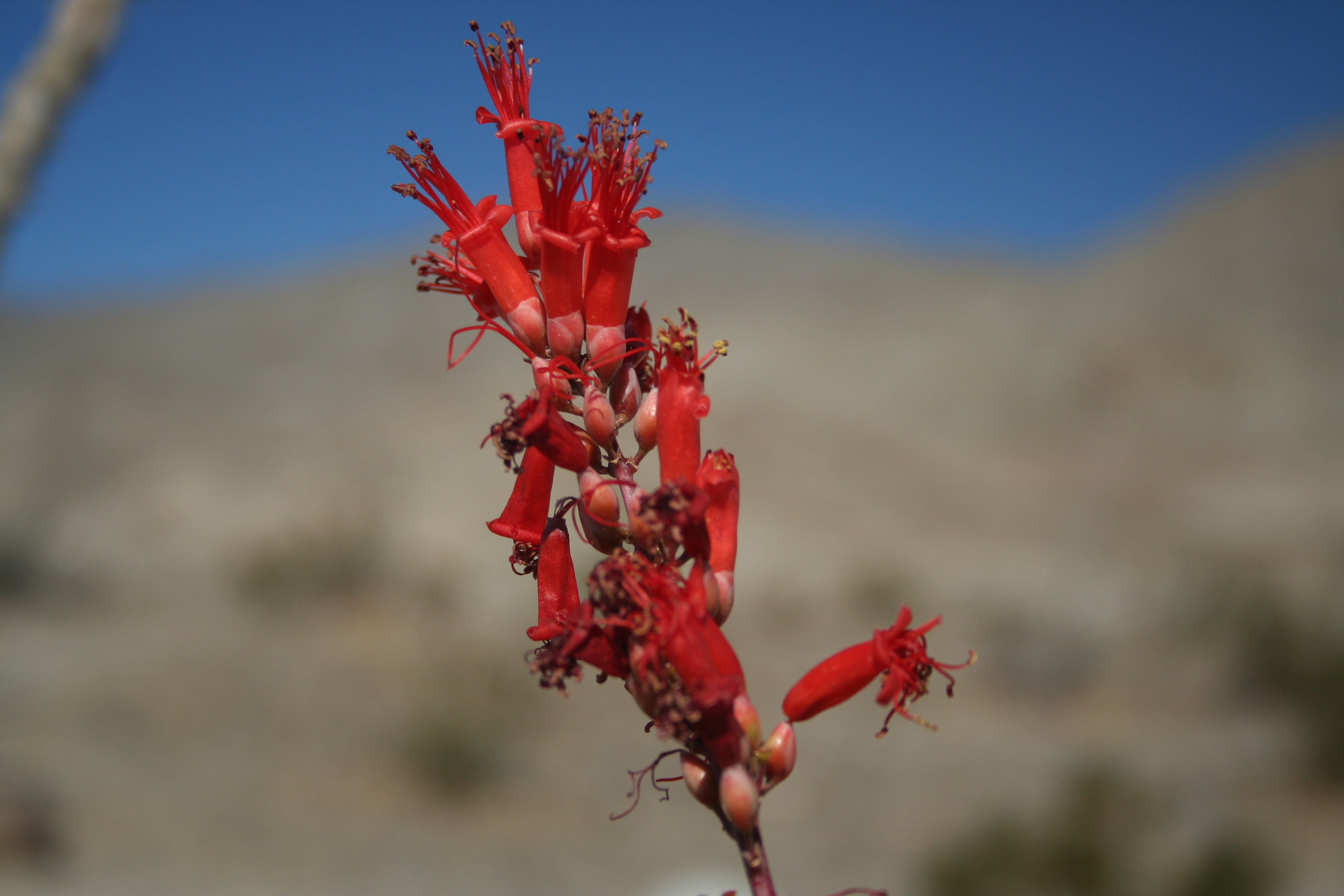
Inflorescencia
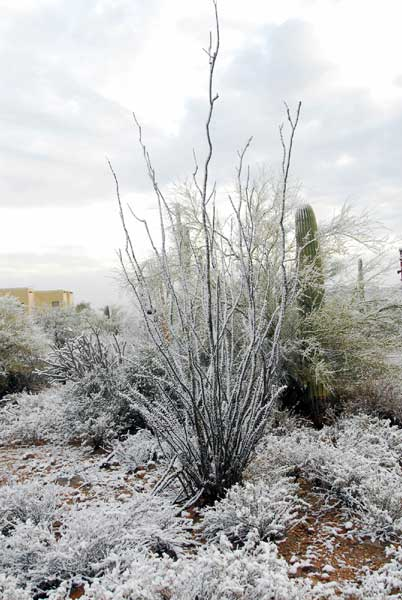
Ocotillo en Tucson, Arizona, Estados Unidos
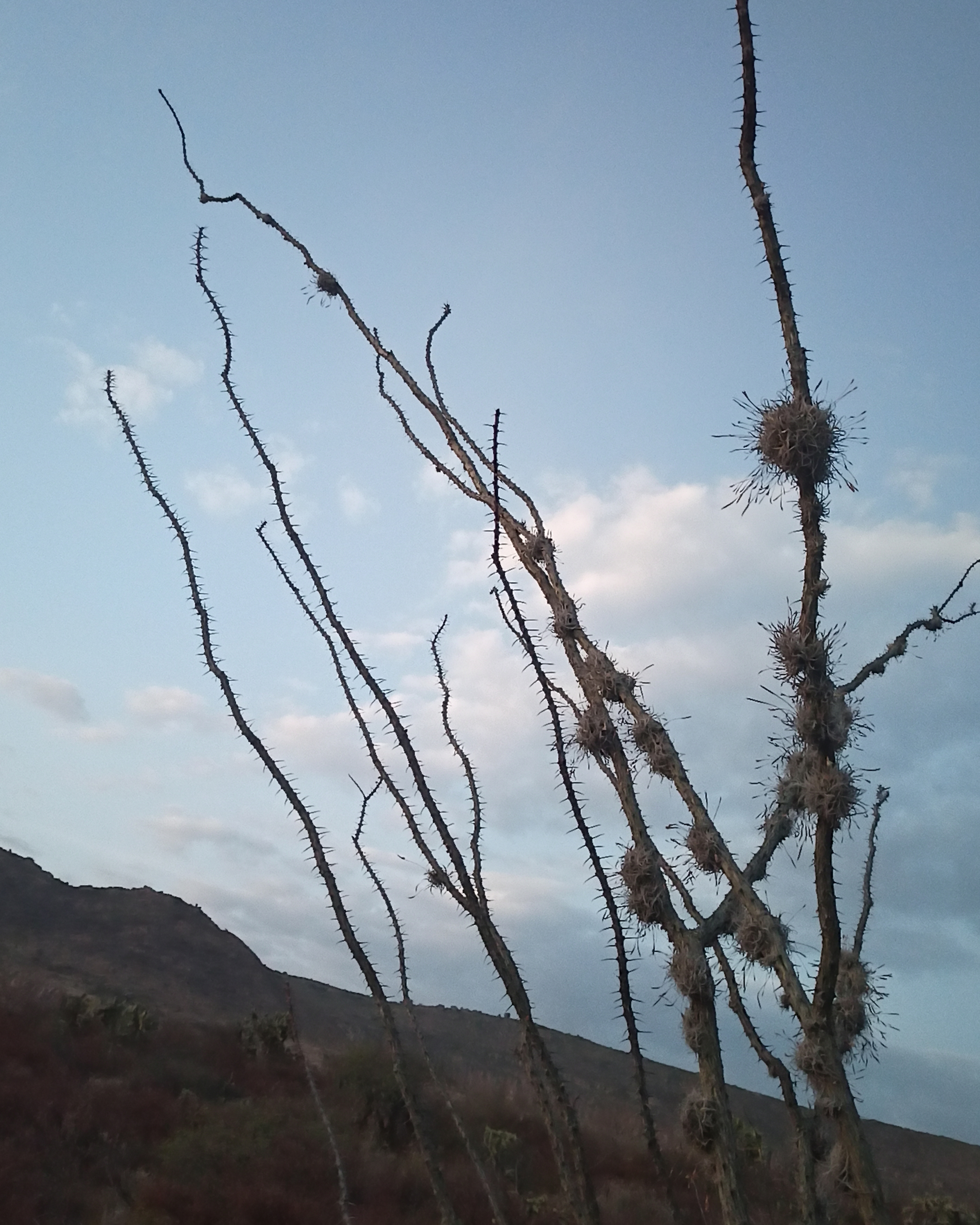
Ocotillo en Tierra Blanca, Guanajuato, México

## Lugares con el nombre de Ocotillo
- Ocotillo, California
- Ocotillo Wells, California